# Алфред Круп
Алфред Круп (на немски: Alfred Krupp, * 26 април 1812 в Есен, † 14 юли 1887 в Есен) е германски предприемач, индустриалец и изобретател. Той издига основаната фабрика „Круп“ от баща му Фридрих Круп в най-голямото тогава предприятие в Европа. По неговото време заводите Круп са най-големият производител на оръжия, което му донася името „Крал на оръдията“ (Kanonenkönig). Неговите оръдия за артилерия допринасят за германската победа във Френско-германската война (19 юли 1870 – 10 май 1871).